# Lort-Sverige
Lort-Sverige var en uppmärksammad serie med tio svenska radioreportage som sändes i Radiotjänst under hösten 1938. Programserien, som ses som ett av den svenska radions första socialreportage, producerades av författaren och journalisten Ludvig "Lubbe" Nordström och hette egentligen Med Ludvig Nordström på husesyn. Föredrag med grammofonintervjuer.

## Beskrivning

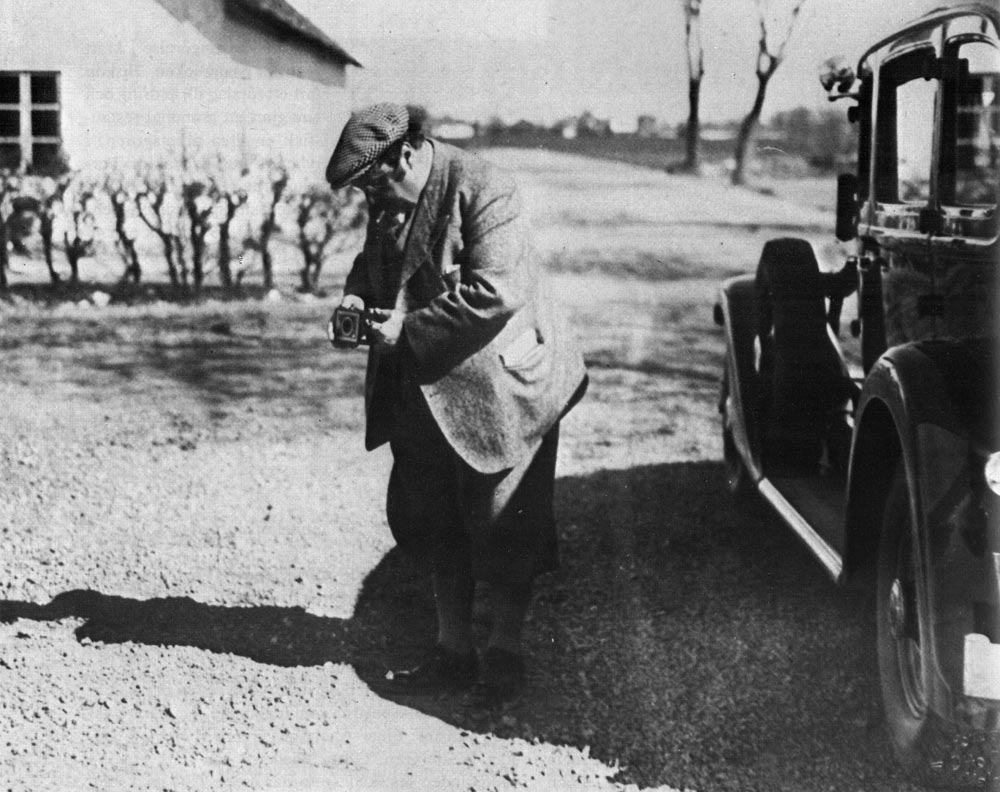
Ludvig Nordström fotograferar Lort-Sverige.

Reportageserien, som även gavs ut som bok med namnet Lort-Sverige,
vållade stor uppmärksamhet och debatt om de bostadssociala bristerna i det svenska samhället.
I radioserien och boken skildrade Ludvig Nordström problem med trångboddhet och bristande hygien. Nordström färdades genom Sverige från Skåne till Norrbotten. Han tog hjälp av provinsialläkare för att skaffa sig en "så allsidig bild som möjligt av bostadsbristerna på Sveriges landsbygd". Han hade också kontakt med präster runt om i landet, "för att med deras hjälp söka få en föreställning om i vad mån något samband kunde konstateras mellan bostädernas tillstånd och det allmänna andliga tillståndet."

## Eftermäle
Radiohistorikern Gunnar Hallingberg har beskrivit programserien som "en inspektionsresa med medicinalstyrelsen i bakgrunden, ett slags husesyn i den efterblivna delen av folkhemmet, verkställd med husförhörsmetoder".
Ludvig Nordström beskrev sina upplevelser så här, i det första programmet: "Jag fick se, vad jag icke trott: Lort-Sverige. Och då avser jag icke bara kroppslig lort utan även andlig. Och i alla klasser."
Speciellt vållade programseriens skildring av förhållandena i statarlängor i Skåne protester och diskussion. Flera tidningar protesterade mot programmets bild av misär, och Skånska Dagbladet samlade in namnunderskrifter i protest mot den bild som Nordström presenterade.

## Utgivning
- Lort-Sverige. Stockholm. 1938. Libris 1218341 - Även i faksimilutgåva 1984 med efterskrift av Birger Lundberg. - Fulltext: Göteborgs universitetsbibliotek och Projekt Runeberg.